# .uk
.uk је највиши Интернет домен државних кодова (ccTLD) за Уједињено Краљевство. Овај НИД је требало да буде угашен и замењен са .gb доменом, али због велике популарности .uk домена одустало се од те идеје.
Регистрација се обавља на другом и трећем нивоу у зависности од под-категорије, којој припада.
- .uk - комерцијална и општа намена;

## Домени другог нивоа
- .co.uk - комерцијална и општа намена;
- .ac.uk - академски, намењен образовним установама и институтима;
- .gov.uk - намењен државним институцијама централне и локалне власти;
- .net.uk - намењен продавцима интернет услуга - провајдерима;
- .org.uk - намењен удружењима и непрофитним организацијама;
- .me.uk - намењен физичким лицима;
- .ltd.uk - намењен предузећима у форми друштва са ограниченом одговорношћу;
- .mil.uk - намењен Министарству одбаране;
- .mod.uk - намењен Министарству одбране и за презентације Британске краљевске војске;
- .nic.uk - намењен искључиво за потребе регистра;
- .nhs.uk - намењен здравственим установама;
- .plc.uk - намењен предузећима у форми друштва са ограниченом одговорношћу отвореног типа;
- .police.uk - намењен потребама полиције;
- .sch.uk - намењен основним и средњим школама.